# امیر تاج‌السر
امیر تاج السر زاده ۱۹۶۰ در سودان پزشک و نویسنده عرب و خواهرزاده الطیب صالح نویسنده سرشناس سودانی و خالق موسم هجرت به شمال است. آثار این نویسنده به زبان‌های مختلفی از جمله فارسی، انگلیسی، لهستانی، فرانسوی و ایتالیایی ترجمه شده‌اند. در سال ۲۰۱۱ رمان صائد الیرقات به فهرست کوتاه جایزه بوکر عربی و در سال ۲۰۱۸ رمان زهور تأکلها النار به فهرست نهایی جایزه جهانی ادبیات داستانی عرب راه یافتند.
محمد حزبایی‌زاده، مترجم ایرانی سه رمان از امیر تاج‌السر را به فارسی برگردانده است. عطر فرانسوی (به عربی: العطر الفرنسی) و شکارچی کرم ابریشم (به عربی: صائد الیرقات) توسط انتشارات هیرمند و امضاء نویسنده (به عربی: الطقس) توسط انتشارات ثالث منتشر شدند.

## آثار
- مهر الصیاح
- زحف النمل
- توترات القبطی
- العطر الفرنسی
- صائد الیرقات
- ۳۶۶
- إیبولا ۷۶
- أرض السودان.. الحلو والمر
- طقس
- منتجع الساحرات
- قلم زینب
- زهور تأکلها النار